# Futbol Club Santa Coloma
O Futbol Club Santa Coloma é um clube da Andorra com sede no povoado de Santa Coloma, Andorra la Vella. O clube foi fundado em 1986. Os seus jogos em casa são disputados no Estádio Comunal de Aixovall.
A equipa de futebol sénior (profissional) participa, na 1ª divisão (Primera Divisió) do Campeonato de Futebol de Andorra.

## Uniformes.
Primeiro Padrão.
- Camisa, calção e meias na cor Encarnado com detalhes Brancos.

Segundo Padrão.
- Camisa, calção e meias na cor Azul Royal com detalhes Brancos.

Terceiro Padrão.
- Camisa, calção e meias na cor Branca com detalhes Encarnados e Azul Royal.

## Títulos
- Primera Divisió: (13)
  - 1994–95, 2000–01, 2002–03, 2003–04, 2007–08, 2009–10, 2010–11, 2013–14, 2014–15, 2015–16, 2016–17, 2017-18 e 2018-19

- Copa Constitució:(10)
  - 1990–91, 2000–01, 2002–03, 2003–04, 2004–05, 2005–06, 2006–07, 2008–09, 2011–12 e 2017-18

- Supercopa Andorrana: (7)
  - 2003, 2005, 2007, 2008, 2015, 2017 e 2019

## Elenco Atual
Atualizado em julho de 2013
Nota: Bandeiras indicam equipe nacional, conforme definido pelas regras de elegibilidade da FIFA. Os jogadores podem ter mais de uma nacionalidade não-FIFA.
| N.º |           | Posição | Jogador          |
| --- | --------- | ------- | ---------------- |
| 1   | Espanha   | G       | Eloy Casals      |
| 2   | Argentina | D       | Walter Wagner    |
| 3   | Andorra   | D       | Oriol Fité       |
| 4   | Andorra   | D       | Felipe Gonçalves |
| 5   | Andorra   | M       | Marc Rebes       |
| 6   | Andorra   | M       | Cristopher Pousa |
| 7   | Portugal  | M       | Renato Mota      |
| 8   | Andorra   | M       | Genís García     |
| 9   | Argentina | A       | Alejandro Romero |
| 10  | Andorra   | D       | Luis Blanco      |
| 11  | Espanha   | A       | Albert Mercadé   |
| 12  | Espanha   | G       | Israel Serrano   |
| 13  | Andorra   | D       | David Ribolleda  |

| N.º |          | Posição | Jogador             |
| --- | -------- | ------- | ------------------- |
| 14  | Espanha  | A       | Isma Quiñones       |
| 15  | Andorra  | D       | Adria Sanchez Roque |
| 16  | Andorra  | A       | Adam Smith          |
| 17  | Andorra  | M       | Samir Bousenine     |
| 18  | Andorra  | M       | Jorge Rivas Coelho  |
| 19  | Andorra  | D       | Gilbert Sánchez     |
| 20  | Andorra  | M       | Joaos Leita         |
| 21  | Andorra  | D       | Javi Sánchez        |
| 22  | Andorra  | D       | Txema               |
| 23  | Espanha  | M       | Juanfer             |
| 24  | Brasil   | A       | Allan Nepomuceno    |
| 25  | Andorra  | G       | Joel Garcia         |
| 26  | Portugal | M       | Antonio Marinho     |